# 125 км (зупинний пункт, Придніпровська залізниця)
125 км — пасажирський зупинний пункт Криворізької дирекції Придніпровської залізниці на електрифікованій лінії Апостолове — Запоріжжя II між станціями Марганець (7 км) та Мирова (10 км). Розташований поблизу селища Зоря Нікопольського району Дніпропетровської області.

## Пасажирське сполучення
На платформі 125 км зупиняються приміські електропоїзди Нікопольського напрямку.